# La Victoria (Dominikana)
La Victoria – miasto w Dominikanie, w prowincji Santo Domingo.